# Glyphodes terealis
Glyphodes terealis là một loài bướm đêm trong họ Crambidae.